# 20. kongres Občanské demokratické strany
20. kongres ODS se konal 21. – 22. listopadu 2009 v Praze, v hotelu Clarion. 

## Dobové souvislosti a témata kongresu
Kongres se odehrával poté, co druhá vláda Mirka Topolánka skončila, když ji sněmovna vyslovila nedůvěru (i za přispění několika poslanců zvoelných za ODS), a vládla úřednická vláda Jana Fischera. Původně plánované předčasné sněmovní volby v říjnu 2009 se rozhodnutím ústavního soudu nekonaly a země směřovala až k volbám konaným v roce 2010. Kongres se symbolicky konal v době 20. výročí sametové revoluce. ODS deklarovala, že je „nejspíš jedinou hrází proti návratu komunistů k moci a proti nebezpečným populistickým slibům levice.“ Kongres projednal dokument Vize 2020, který naznačoval dlouhodobé programové priority ODS.  Kongres pozitivně hodnotil vznik nefederalistické frakce Evropští konzervativci a reformisté v Evropském parlamentu, na jejímž vzniku se ODS podílela.
Šlo o poslední kongres v éře předsednictví Mirka Topolánka. Nejednalo se o volební kongres, takže personální změny ve vedení strany se omezily na dovolbu jednoho nového člena Výkonné rady.

## Personální složení vedení ODS po kongresu
- Dovolba Výkonné rady ODS –  Milan Richter[2]

Ostatní posty bez změn oproti předchozímu 19. kongresu ODS